# Risleya atropurpurea
Risleya atropurpurea là một loài thực vật có hoa trong họ Lan. Loài này được King & Pantl. miêu tả khoa học đầu tiên năm 1898.